# 마르실리오 피치노

De triplici vita, 1560

마르실리오 피치노(이탈리아어:  Marsilio Ficino, 라틴어: Marsilius Ficinus, 1433년 10월 19일 - 1499년 10월 1일)는 이탈리아 피렌체 공화국의 의사이자 신플라톤주의 철학자로, 이탈리아 르네상스를 이끌 대표적인 인문주의자이다. 정신적 사랑을 뜻하는 ′플라토닉 러브′라는 말을 최초로 사용한 인물로 유명하다. 

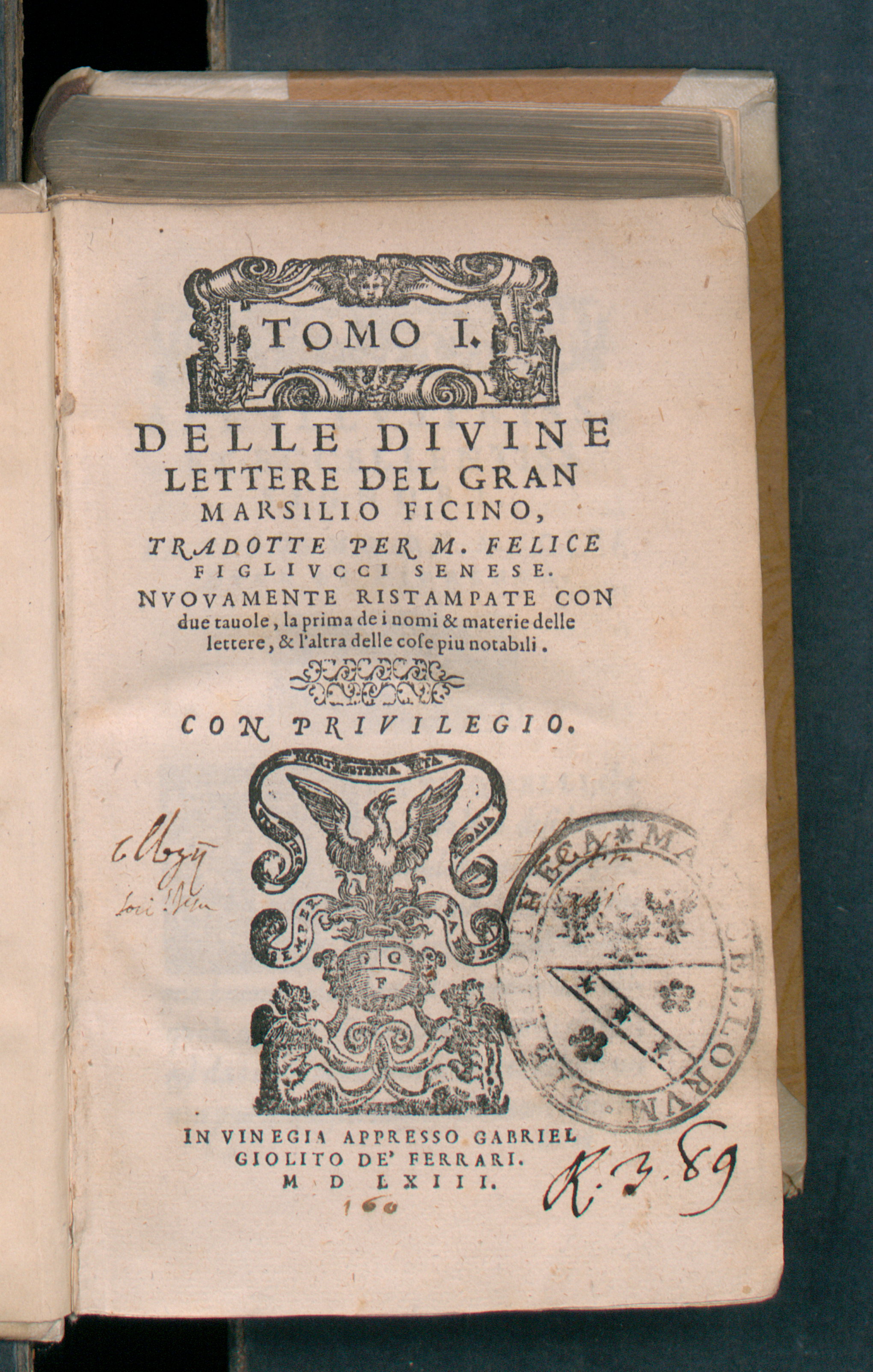
Delle divine lettere del gran Marsilio Ficino, 1563

마르실리오 피치노는 피렌체 근교 필리네발다르노의 한 의사 집안에서 태어났다. 메디치 가문의 주치의로 일했던 아버지 영향을 받아 일찍부터 의학과 철학에 관심을 품었다. 오스만 제국이 동로마 제국을 멸망시켰을 때, 피렌체로 망명한 그리스 철학자 요안 아르기로포울로스의 제자가 되어 그리스어와 문학을 배웠다. 
피치노는 라틴어와 그리스어에 능통했고, 당대 피렌체 지성계의 중심 인물로 활동하면서 메디치 가문(코시모)의 후원을 받아 설립된 플라톤 아카데미를 이끌었다. 그는 이 아카데미를 중심으로 그리스, 로마의 고전 연구 및 번역 작업에 박차를 가함으로써 이탈리아 르네상스의 주역이 되었다. 플라톤 전집, 플로티노스 전집, 위-디오니시오스 전집 등을 라틴어로 완역했고, 고대 신비주의, 피타고라스, 얌블리코스, 포르피리오스, 프로클로스 등의 그리스어 작품들을 라틴어 또는 이탈리아어로 번역하고 때로 주해했다. 특히, 그가 최초로 라틴어로 완역한 플라톤 전집(1462년 코시모의 지시로 번역에 들어가 1484년에 완간했다)은 후대 고전 연구에 커다란 영향을 끼쳤다.
피치노는 당대에 이미 “되살아난 플라톤”이라 불렸을 만큼 뛰어난 철학자이기도 했다. 또한 “경건한 철학(pia philosophia)”이라는 구호 아래 그리스도교 신앙(신학)과 이성(철학)의 조화를 고민했다. 플라톤의 《향연》을 주해한 《사랑에 관하여》에서 피치노는 사랑(amor)과 그리스도교의 카리타스(karitas, 희생적 사랑)가 동의어이며, 우정 역시 이 둘과 다르지 않다고 주장한다. 인간적 사랑과 우정은 본질적으로 인간 안에 마련된 ‘공동체성’에 근거하여 이루어지므로, 사람들 사이의 참된 사랑은 곧 ‘신에게로 나아가는 공동의 사랑’을 함의한다는 것이다. 세상 만물에 대한 사랑은 그 안에 담긴 신의 모상에 대한 사랑이다. 따라서 그는 “우리는 모든 것들 안에 현존하는 신을 사랑함으로써 신 안에서 모든 것을 사랑하게 될 것”이라고 이야기한다.
피치노는 피코 델라 미란돌라(1463-1494)가 이단 재판을 받을 때 그를 옹호했고, 1486년 미란돌라가 추방되자 자기 집에 받아들였다. 그 자신도 이단 재판을 받았으나 피렌체 대주교였던 친구의 도움으로 해를 입지 않았다. 이때 그가 직접 저술한 자기 변호서가 《점성술에 대한 비판(Disputatio contra judicium astrologorum)》이다. 세 권으로 이루어진 그의 저서 《생명에 대하여(De vita)》는 건강, 장수, 점성술을 다루고 있는데, 교황의 비판을 받기도 했다. 
피치노는 자기가 이전과 다른 새로운 시대, 즉 르네상스의 한복판에서 살아가고 있음을 뚜렷이 의식하고 있었다. “만약 우리가 어떤 시대를 황금기라 부를 수 있다면, 그것은 분명 수많은 황금 지성을 배출하고 있는 우리가 살고 있는 바로 지금 이 시대이다.” 그는 독일 뉘른베르크의 인문주의자들, 하인리히 코르넬리우스 아그리파(Agrippa von Nettesheim), 파라켈수스(Paracelsus) 등에게 큰 영향을 주었다. 헤르메스 트리스메기스투스의 그리스 신비주의 문서들을 라틴어로 번역해 이후 연금술, 오컬트, 점성술 등에 영향을 미쳤다. 
피렌체 공화국 카레지에 있는 메디치 빌라에서 세상을 떠났다.  

## 같이 보기
- 플라톤의 우화 해석
- 헤르메스주의 문헌
- 헤르메스주의
- 플라토닉 러브
- 르네상스 인문주의자
- 번역